# 摩托罗拉Droid RAZR

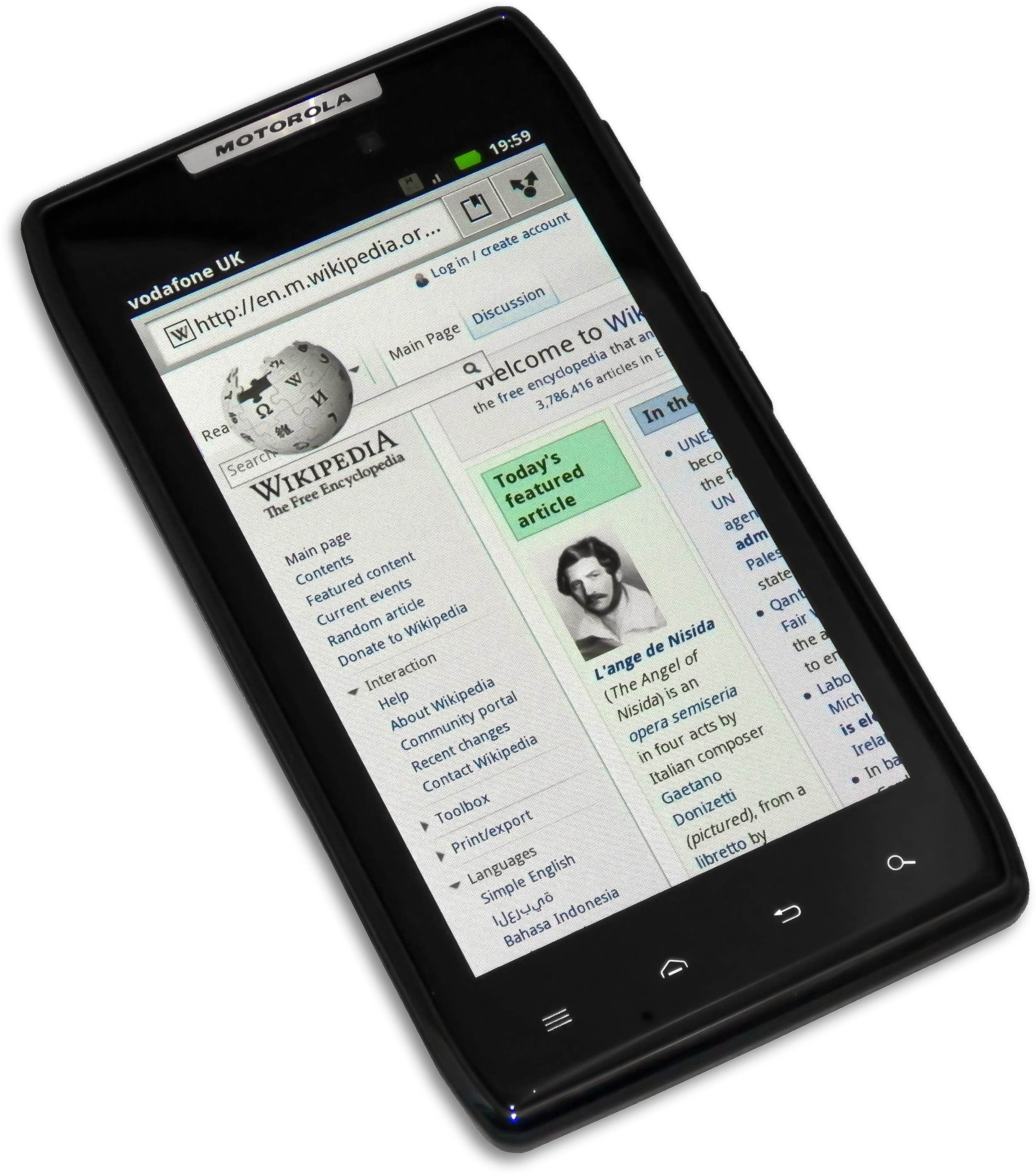
Motorola Droid RAZR

Motorola Droid RAZR是美國摩托羅拉公司於2011年推出的智慧型手機。該機的7.1mm厚度讓其成為市場上最薄之雙核心智慧型手機。（薄於Samsung Galaxy S II的8.49mm）該智慧型手機也是第一隻採用qHD Super AMOLED的智慧型手機。

## 規格[1]
- 螢幕：4.3" qHD Super AMOLED （分辨率为960x540）（三星電子製造）
- 處理器：OMAP4430双核處理器
- 相機：800萬畫素（配置LED閃光燈）前置摄像头为130萬畫素
- 重量：127g
- 厚度：0.71cm
- 産地： 中国
- RAM：1GB
- ROM：16GB

## 系统
Droid Razr发布是采用Android 2.3.6，根據摩托罗拉官方表示，Droid Razr將於2012年第二季升级至Android 4.0.4。。 2013年第一季升级至Android 4.1.2。

## 中国版本
摩托罗拉於2011年底在中国发布CDMA（型号为XT928，电信定制机)和TD-SCDMA(型号为MT917，移动定制机）版本。其中CDMA版本为双模双待，并且搭配擁有1300万畫素的照像鏡頭以及雙LED閃光燈，还有杜比音效加持。

## Droid RAZR MAXX
Droid RAZR MAXX為Droid Razr的电池容量加大版本，該款手機之电池容量提升至3300mAh，但厚度增加至8.99mm。

## 解锁Bootloader
根據Engadget報導，国际版的Droid Razr将解锁Bootloader，这将允许用户更方便的刷ROM以及获得Root权限。